# Тикерный аппарат
Тикерный аппарат (англ. ticker tape machine) — аппарат для передачи телеграфным либо телексным способом текущих котировок акций. Довольно быстро телеграфные сокращения названий компаний в котировках стали именовать тикерами — от названия специализированного телеграфа.
Томас Эдисон в 1869 году создал одну из самых ранних реализаций — «Универсальный тикерный аппарат». Специальная пишущая машинка подключалась к телеграфным проводам для соединения на противоположном конце с тикерным аппаратом. Напечатанный на пишущей машинке текст появлялся на узкой непрерывной бумажной ленте с противоположного конца связи. Аппарат имел скорость печати приблизительно один символ в секунду.
Предлагая своё изобретение руководству компании, в которой он работал телеграфистом, двадцатидвухлетний Эдисон думал попросить за патент 3500 долларов, но опасался отказа — это была его первая попытка продать изобретение. Он не стал озвучивать свою цену и спросил, сколько ему готовы заплатить. Когда услышал 40 000 долларов (на сегодня эта сумма примерно эквивалентна 1 млн), то сразу же согласился. Деньги были потрачены на создание исследовательского центра, ставшего базой его карьеры профессионального изобретателя.
Дальнейшим развитием стал телетайп, где текст печатался уже построчно на бумаге стандартной ширины.
В настоящее время курсы последних биржевых сделок отображаются в виде бегущей строки на табло. На мониторе компьютера отображение может быть как в виде таблицы цен, так и в виде графиков, наглядно демонстрирующих динамику изменений.